# Jo Siffert
Joseph Siffert (Fribourg, Švicarska, 7. srpnja 1936. – Kent, Engleska, 24. listopada 1971.) je bivši švicarski vozač automobilističkih utrka.